# Brömsebro
Brömsebro è un'area urbana della Svezia situata nel comune di Karlskrona, contea di Kalmar.
La popolazione risultante dal censimento 2010 era di 0 abitanti.

## Storia
Ancor oggi zona di confine, in passato segnava il luogo di passaggio tra i due regni di Danimarca e di Svezia. Fu sede di due negoziati di pace: il trattato di Brömsebro del 1541 e il trattato di Brömsebro del 1645. Nel 1915 in memoria di questo secondo trattato è stato qui eretto un monumento, una pietra in forma di stele.